# Големо Окщун
Големо Окщун (на албански: Okshtun i Madh) е село в Албания, в община Булкиза (Булчица), административна област Дебър.

## География
Селото е разположено в историкогеографската област Голо бърдо, до границата със Северна Македония.

## История

### В Османската империя
В „Етнография на вилаетите Адрианопол, Монастир и Салоника“, издадена в Константинопол в 1878 година и отразяваща статистиката на населението от 1873 година Окщон (Okshton) е посочено като село с 40 домакинства със 79 жители помаци. Според статистиката на Васил Кънчов („Македония. Етнография и статистика“) Окшутинъ е село в Грика Вогъл (Мала река) и в него живеят 390 души албанци мохамедани.
На Етнографската карта на Битолския вилает на Картографския институт в София от 1901 година Окщун е чисто албанско село в Дебърската каза на Дебърския санджак със 129 къщи.

### В Албания
След Балканската война в 1912 година Големо Окщун попада в Албания.
В 1915 година, по време на Първата световна война, селото е анексирано от Царство България. Към 1 март 1916 година Окщунъ е част от Кленската община на българската Дебърска околия.
В рапорт на Сребрен Поппетров, главен инспектор-организатор на църковно-училищното дело на българите в Албания, от 1930 година Окщун е отбелязано като село с 200 къщи българи мохамедани.
Йован Хадживасилевич пише в 1924 година, че преди 80 години в селото още е имало християни, от които някои - Смилевци и Матевци, се изселват в Дебър. В топографията и родовите имена има много „сръбски облици“, макар и помюсюлманчените жители да са се и поалбанчили след сблъсък с албанци. В 1940 година Миленко Филипович пише, че Окщун (Оштун), или на албански Окшетин е чисто мюсюлманско албанско село. Един албански род със „сръбско“ име и потекло - Стойковци, дава лекари за пушечни рани. Над селото, на Каптина, са развалините на църквата „Света Петка“.
До 2015 година селото е част от община Острени.